# Berghausen (Much)
Berghausen ist ein Ortsteil der Gemeinde Much im Rhein-Sieg-Kreis in Nordrhein-Westfalen.

## Lage
Berghausen liegt östlich von Much. Andere Nachbarorte sind Niederwahn im Norden und Vogelsangen im Westen.

## Geschichte
Berghausen wurde 1559 erstmals urkundlich erwähnt.
1901 hatte der Weiler 33 Einwohner. Verzeichnet waren die Haushalte Ackerer Gerhard Flüch, Krautfabrikant Joh. Josef Flüch, Leineweber Wilhelm Martin Flüch, Fuhrmann Joh. Lucas, Schuster Joh. Josef Schrahe, Ackerer Peter Josef Schrahe und Ackerin Witwe F. Sommerhäuser.